# Нерпин, Сергей Владимирович
Сергей Владимирович Нерпин (08.06.1915-22.08.1992) — советский учёный в области почвенной гидромеханики, член-корреспондент ВАСХНИЛ (1964).
Родился в Москве. Окончил Ленинградский институт инженеров водного транспорта (1947).
В 1934—1946 гг. работал в системе НКВД СССР:
- 1934—1937 старший техник, инженер, старший инженер, руководитель проектной группы, заместитель начальника Волжского отделения технического отдела Москва-Волгострой, г. Дмитров.
- 1937—1946 руководитель проектной группы, начальник проектного отдела Управления Соликамского гидроузла (1938—1941), начальник отдела оборонных работ района, старший инженер Главоборонстроя НКО (1941—1942), начальник проектного отделения, заместитель главного инженера района, начальник особого проектно-конструкторского бюро Тагилстроя (1942—1944), главный инженер района, начальник района Беломорстроя (1944—1946).

В 1947—1948 заместитель директора Валдайской станции, старший научный сотрудник Государственного гидрологического института, Ленинград (1947—1948).
В 1947—1962 аспирант, ассистент, старший преподаватель, доцент, заведующий кафедрой оснований и фундаментов, инженерной геологии Ленинградского института инженеров водного транспорта. Одновременно в 1958—1961 гг. старший научный сотрудник лаборатории физики почв Агрофизического института.
С 1961 г. на постоянной основе в Агрофизическом институте: директор и одновременно заведующий лабораторией физики почв (1961—1974), зав. лабораторией почвенной гидромеханики (1975—1988), советник при дирекции (1988—1992).
Доктор технических наук (1957), профессор (1958), член-корреспондент ВАСХНИЛ (1964).
Награждён орденом Ленина (1966), 6 медалями.
Автор (соавтор) около 200 научных трудов, в том числе 4 книг. Публикации:
- Основания, фундаменты и инженерная геология: учеб. для высш. техн. учеб. заведений вод. транспорта / соавт.: А. И. Котов, Д. Н. Раша. — М.: Речной транспорт, 1963. — 360 с.
- Физика почвы / соавт. А. Ф. Чудковский. — М.: Наука, 1967. — 583 с.
- Энерго- и массообмен в системе растение-почва-воздух / соавт. А. Ф. Чудновский. — Л.: Гидрометеоиздат, 1975. — 358 с.
- Моделирование продуктивности агроэкосистем / соавт.: Н. Ф. Бондаренко и др. — Л.: Гидрометеоиздат, 1982. — 264 с.